# Kockázat (informatikai biztonság)
A kockázat az informatikai biztonság tudományági megközelítésében olyan jellemző, mely leírja az informatikai rendszer fenyegetettségének nagyságát. A kockázatelemzés folyamata során a fenyegető tényezők értékelésével a kockázat feltárható, számossága a kárnagyság és a bekövetkezési valószínűség szorzataként megadható.

## Kockázatelemzés
A kockázatelemzés olyan szakértők által elvégzett, elemző és értékelő jellegű vizsgálat, amely az informatikai rendszerben kezelt adatok és alkalmazások értékelése, gyenge pontjainak és fenyegetettségeinek elemzése útján meghatározza a lehetséges kárértékeket és azok bekövetkezési gyakoriságát.

## Kockázatmenedzsment
Védelmi intézkedések kidolgozása, elemzése, meghozatala a célból, hogy a maradványkockázat elviselhető szintre csökkenjen.

## Kockázatokkal arányos védelem
Az informatikai rendszer olyan állapota, amelynél egy kellően nagy intervallumban vizsgálva a védelem költségei arányosak a lehetséges kárértékkel.